# Нестор (Савчук)
Иеромонах Нестор (в миру Николай Иванович Савчук; 4 марта 1960, село Поповка, Херсонская область — 31 декабря 1993, село Жарки, Ивановская область) — иеромонах Русской православной церкви, настоятель храма Рождества Богородицы в селе Жарки.

## Биография
Окончил школу и училище. В 1978—1980 годах проходил службу в армии.
В 1986 году Николай уехал в Почаев ухаживать за дедушкой-священником — отцом Вячеславом, жившим там на покое. В Почаеве Николай проходил первые монастырские послушания, там он почувствовал молитвенную помощь своего второго деда — почаевского монаха отца Святополка.
Тогда же он стал старостой храма села Жарки Ивановской области. Попав в этот уголок Ивановской епархии, он говорил: «Если меня когда-нибудь рукоположат, только в этот храм буду проситься, такая там благодать. Икона необыкновенная, чудотворный образ Казанский Царицы Небесной, могилки двух блаженных, замученных большевиками».
В октябре 1988 года в Воскресенском соборе города Шуи рукоположён в сан диакона. После таинства он служил там несколько дней.
31 мая 1989 года диакон Николай Савчук пострижен в монашество с именем Нестор в честь Нестора Летописца.
3 сентября 1989 года рукоположён в иеромонаха и назначен ко храму Рождества Богородицы села Жарки.
Отец Нестор вёл подвижническую жизнь, богослужения вёл по полному чину. Вскоре к отцу Нестору приехал диакон Виктор. Был реставрирован и расписан храм.
Осенью 1992 года отец Нестор ездил с миссионерско-миротворческою целью в Абхазию. 
Весной 1993 года на храм, где совершал своё служение отец Нестор, было совершено нападение, похищены иконы. Похитители были пойманы и арестованы. Летом того же года священника пытались убить, но Нестору чудом удалось спастись. 
Отец Нестор самостоятельно организовал лавки православной книги на станциях железных дорог.
Зимой 1993 года отец Нестор ездил в Москву достать денег и организовать при храме дом для инвалидов. Перед отъездом он говорил, что чувствует свои последние дни, что он скоро умрёт. Возвратился он 30 декабря очень радостный, говорил, что теперь может построить дом, который хотел.
Утром 1 января 1994 года шофёр отца Нестора заявил местному милиционеру, что он убил священника. Тело батюшки обнаружили лежащим в своей келии перед большим деревянным крестом.
Отец Нестор упокоен перед алтарём храма, где он прослужил четыре года. Подрясник, пропитанный кровью батюшки, владыка Амвросий благословил хранить под престолом жарковского храма.